# GENTLE FOREST JAZZ BAND
GENTLE FOREST JAZZ BAND（ジェントル・フォレスト・ジャズ・バンド）は、リーダーで指揮、トロンボーン担当のジェントル久保田（ジェントルくぼた）を中心とした、総勢21名から成る日本のビッグバンドである。

## 概要
結成は2005年。リーダーは「踊る指揮者」ジェントル久保田。17人のバンドメンバー、3人の女性ボーカル・グループ・Gentle Forest Sistersから構成される総勢21人のジャズ・ビッグバンド。踊れるスウィング・ジャズに現代的視点を盛り込み、新たなエンターテインメントを展開。カウント・ベイシーやデューク・エリントンなど、昔ながらのスタイルを継承しながら、ジャンルにとらわれず、お笑い芸人・アイドルともコラボレーションしている。小編成ユニットとして、GENTLE FOREST 5 & Gentle Forest Sistersが活動している。

## メンバー
- ジェントル久保田（ジェントル くぼた）

リーダー、指揮、トロンボーン担当。在日ファンクのトロンボーン担当としても活動中。作詞・作曲も担当している。
高校では応援団に所属。その後造園屋に勤めるが、22歳で人生を見直すため大学入学。ある日、忌野清志郎のビデオに出ていた、東京スカパラダイスオーケストラを見て、その迫力に衝撃を受ける。 特に予備知識なくジャズビッグバンドに入り、「のびるやつやりたい」とトロンボーンを選択する。和光大学、明治大学、中央大学のビッグバンドで吹き方を教わり、卒業後プロバンドにも、アマチュアバンドにもできない、エンターテインメント専門バンドを目指し、GENTLE FOREST JAZZ BAND を結成、今に至る。
- 村上基（むらかみ もとい）　トランペット担当。作曲・編曲担当。在日ファンクのトランペットとしても活動中。
- 赤塚謙一（あかつか けんいち）　トランペット担当。
- 佐瀬悠輔（させ ゆうすけ）　トランペット担当。
- 松木理三郎（まつき りさぶろう）　トランペット担当。作曲・編曲担当。
- 大田垣"OTG"正信（おおたがき"OTG"まさのぶ）　トロンボーン担当。
- 張替啓太（はりがい けいた）　トロンボーン担当。作曲・編曲担当。
- 高橋真太郎（たかはし しんたろう）　トロンボーン担当。
- 石川智久（いしかわ ともひさ）　バストロンボーン担当。
- 菅野浩（すがの ひろし）　アルト・サクソフォーン、クロマチックハーモニカ担当。
- 多田尋潔（おおた ひろきよ）　アルト・サクソフォーン、クラリネット担当。作編曲も担当。
- 大内満春（おおうち みつはる）　テナー・サクソフォーン、フルート、ピッコロ、クラリネット担当。
- 上野まこと（うえの まこと）　テナー・サクソフォーン担当。
- 小嶋悠貴（こじま ゆうき）   バリトン・サクソフォーン担当。
- 海堀弘太（かいほり こうた）　 ピアノ担当。
- 加治雄太（かじ ゆうた）　ギター担当。
- 藤野"デジ"俊雄（ふじの"デジ"としお）　ベース担当。フリーライターとしても活動中。
- 松下マサナオ（まつした まさなお）　ドラムス担当。Yasei Collectiveのドラマーとしても活動中。

Gentle Forest Sisters
- 木村美保（きむら みほ）　ボーカル担当。
- 出口優日（でぐち ゆか）　ボーカル担当。
- 伊神柚子（いかみ ゆず）　ボーカル担当。

### 小編成の場合のメンバー
GENTLE FOREST 5
- ジェントル久保田（ジェントル くぼた）　リーダー、トロンボーン担当
- 上野まこと（うえの まこと）　テナーサックス担当
- 加治雄太（かじ ゆうた）　ギター担当
- 藤野"デジ"俊雄（ふじの"デジ"としお） ベース担当
- 松下マサナオ（まつした まさなお）　ドラム担当

Gentle Forest Sisters
- 木村美保（きむら みほ） ボーカル担当
- 出口優日（でぐち ゆか） ボーカル担当
- 伊神柚子（いかみ ゆず） ボーカル担当

Gentle Forest Sextet
- ジェントル久保田（ジェントル くぼた）　リーダー、トロンボーン担当
- 佐瀬悠輔（させ ゆうすけ）　トランペット担当
- 大内満春（おおうち みつはる）　木管楽器担当
- 藤野"デジ"俊雄（ふじの"デジ"としお） ベース担当
- 松下マサナオ（まつした まさなお）　ドラム担当
- 別所和洋（べっしょ かずひろ）　ピアノ担当

Gentle Forest Friends
- ジェントル久保田（ジェントル くぼた）リーダー、トロンボーン担当
- 浅葉裕文（あさば ひろふみ）ギター担当
- 藤野”デジ”俊雄（ふじの"デジ"としお）ベース担当
- たきざわあつき（たきざわ あつき）ドラム担当

### 過去メンバー
- 浜野謙太（はまの けんた）ボーカル担当
- 八木橋恒治（やぎはし こうじ）ギター担当
- 大塚望（おおつか のぞみ）ボーカル・作曲担当
- 斎藤拓郎（さいとう たくろう）ギター担当
- 廣田ゆり（ひろた ゆり）ピアノ担当
- 荒井伝太（あらい でんた）ピアノ担当
- 清水崇晶（しみず たかあき）トランペット担当
- 田中友典（たなか とものり）アルト・サクソフォーン担当
- 別所和洋（べっしょ かずひろ）ピアノ担当

## ディスコグラフィー

### アルバム
1st『だけど今夜はビッグバンド!!』（2010年4月25日発売：マインズ・レコード）
1. ハッピカ☆ライト
2. ブルース DE エキス
3. ゾンビブギウギ
4. Carmen’s Boogie（Live）
5. 最高のビッグバンド
6. きみのことなんて (I Beeped When I Shoulda Bopped)
7. Blue & Sentimental
8. だけど二人で (Live)
9. 野郎ブロウ
10. Goody Goody

『だけど今夜はビッグバンド!!』配信版（2011年10月19日発売：マインズ・レコード）
- 曲目は上記に同じ

2nd『ハイ・プレゼント』（2012年6月27日発売：マインズ・レコード）
1. オープニング ハイ・プレゼント
2. とっておきタイム
3. きみにくびったけ
4. Dのサマー
5. おとこって おとこって
6. Cheek to Cheek
7. エンド・ル・マネー
8. においの頃
9. あら、お星さま
10. Exactly Like You
11. したくないブギ
12. いつでもよんでよ

3rd『スリリング・ザ・バンド』（2015年3月25日発売：マインズ・レコード）
1. Tuning
2. スリリング・ザ・バンド
3. いつも被ってる The ブルース
4. パパフリフリ
5. Like a “D”
6. Oh! Heat’s On
7. だけど二人で
8. Gentle Sisters Boogie
9. 傘がなくて
10. あなたの立場
11. “情”Backstage

二階堂和美with Gentle Forest Jazz Band『GOTTA-NI』（2016年9月7日発売：Pヴァイン）
1. Nica's Band
2. いてもたってもいられないわ
3. 私の宝
4. とつとつアイラヴユー
5. PUSH DOWN
6. 女はつらいよ
7. 伝える花
8. いつのまにやら現在でした
9. Lovers Rock
10. お別れの時
11. いとしい気持ち

4th『GFJB』（2018年1月24日発売：ワーナーミュージック・ジャパン）
1. Blues Banana(bananaman live 2015「LIFE is RESEARCH」オープニングテーマ)
2. Shuffle Beat<Shuffle Meat
3. ブルースOTG　～俺時々我慢出来無～
4. Mood in “D”
5. I loves you,Porgy
6. Night Pudding
7. Undecided
8. ふたりごろごろ
9. 月見るドール
10. HBTY
11. いつも心にシャボン玉（with二階堂和美）
12. しらけ鳥音頭

5th『GENTLEMAN's BAG』（2020年3月4日発売：NOT SO BAD Records）
1. Gorgeous "D" (intro)
2. Like a Mainstream Band
3. Fascination
4. Misty (Dedicated to Tomasz Sacha.)
5. OYAKATA!
6. Meeting Meating
7. Hard "D"
8. Walk Song
9. Stone with Wind
10. Happy Snappy
11. Take the "A" Train (Honk Tenor & Ballade Tenor)
12. おやすみの歌

6th『Nice Big Band』（2024年5月22日発売：NOT SO BAD Records）
1. 03
2. Blues in the Bathtub
3. Big Fan
4. シルクロー”D”ジャングル
5. Brass Flower
6. Si tu vois ma mère
7. Mr. Low Blow
8. Li'l Darlin'
9. ビッグバンドバトルロワイアル
10. 上を向いて歩こう

### シングル
- 『エンド・ル・マネー』（2011年10月19日：マインズ・レコード）
- 配信シングル『おとこって　おとこって』（2012年5月30日配信）

### Gentle Forest 5 & Gentle Forest Sisters
ミニアルバム『ファイブ＆シスターズ』（2013年5月8日発売：マインズ・レコード）
1. G・F・シスターズブギ
2. ため息あ～あ
3. 傘がなくて
4. ハッピカ☆ライト
5. あなたの立場
6. おとこって おとこって

ミニアルバム『MINI HOUSE』（2017年1月4日発売：マインズ・レコード）
1. Shellfish Bebop
2. 生ものだから
3. Liebestraum No.3
4. フレンチな気分にさせて
5. 月見るドール

## ヒストリー
2007年
- 高円寺 Show Boat バンバンバザールと共演

2008年
- 代々木 bogaloo ワンマンライブ『楽しければジャズは吉（よし）』
- 高円寺 Show Boat 清水ミチコと共演
- 勝手にウッドストック'08 出演
- 横浜トリエンナーレ出演

2009年
- TOKYO TUC ワンマンライブ『GENTLE FORESTJAZZ BANDワンマンライブ!!』
- 高円寺 Show Boat 中納良恵 GROUP と共演
- TOKYO TUC ワンマンライブ『GENTLE FORESTJAZZ BANDのショータイム!!』

2010年
- 1stアルバム『だけど今夜はビッグバンド!!』発売
- 渋谷 SECO BAR 『1st アルバムリリースパーティー!!』
- 勝手にウッドストック'10 出演
- 横浜ジャズプロムナード　ゲストバンド出演
- 世界のCMフェスティバル in TOKYO オープニングパフォーマンス

2011年
- 夏びらき MUSIC FESTIVAL '11 出演
- 吉祥寺 STAR PINE'S CAFE『ご一緒にいかがでショー!!』with ピラニアンズ
- シングル『エンド・ル・マネー』ミュージック・ビデオ公開。監督は渋江修平
- シングル『エンド・ル・マネー』とアルバム『だけど今夜はビッグバンド!!』の配信版を同時リリース。
- 代官山LOOP『ビッグビッグバンバンVol.2～魅惑のビッグバンド2本立てショー』たをやめOrquesta!!!と共演。
- Gentle Forest 5 & Gentle Forest Sisters 用賀キンのツボに定期出演開始。
- Gentle Forest 5 & Gentle Forest Sisters 浅草HUBに定期出演開始。

2012年
- 渋谷O- Nestでシャムキャッツと共演のライブを行う。

2013年
- 初のツアー「大移動」初日ワンマン公演、碧南市芸術文化ホールシアターサウス。
- ツアー「大移動」心斎橋 JANUS　共演:仰木亮彦&ザ・フードクラブバンド
- ツアー「大移動」浜松 space-K(K-MIX)　共演:仰木亮彦 & ザ・フードクラブバンド
- ツアー「大移動」最終日 渋谷 O-NEST　共演:仰木亮彦 & ザ・フードクラブバンド
- モーション・ブルー・ヨコハマ初出演ワンマン公演
- 小編成で俺のイタリアンに定期出演開始。
- 阿佐ヶ谷ジャズストリートにGentle Forest 5 & Gentle Forest Sisters初出演（河北総合病院 看護専門学校講堂）

2014年
- モーション・ブルー・ヨコハマでワンマン公演
- akiko presents Rockin’Jivin’Swingin’Christmas!（JZ BRAT）

2015年
- Gentle Forest Jazz Band ～10th Anniversary～『スリリング・ザ・バンド 』発売記念ツアー（モーション・ブルー・ヨコハマ）
- Gentle Forest Jazz Bandインタビュー ふざけているのではない。指揮者が指揮をしない理由”CINRA.NETで公開。
- 第6回すみだストリートジャズフェスティバルに初出演（トリフォニーホール大ホール）
- 甲府ジャズストリートに出演
- 横浜ジャズプロムナード出演。KAAT神奈川芸術劇場 ホール
- akiko presents Rockin’Jivin’Swingin’Christmas!（第一ホテル東京）

2016年
- 『二階堂和美の大新春祭〜今宵はビッグバンドと〜』
  - 大阪ユニバース公演
  - 東京キネマ倶楽部公演
- 青山CAY × Gentle Forest Jazz Band『SWINGIN’ & STOMPIN’』がスタート
- 谷口英治 & Gentle Forest Jazz Band“スウィングからモダンへ”　練馬文化センター
- 二階堂和美 with Gentle Forest Jazz Band
  - 「ARABAKI ROCK FEST.2016」出演
  - 「Billboard Live Tokyo」公演
  - 「SUMMER SONIC Tokyo」出演
  - 『LIQUIDROOM 12th ANNIVERSARY ～カクバリズムの夏祭り～』
  - 「NHK-FM ライブビート」出演
- 横浜ジャズプロムナード　関内ホール大ホール出演
- Gentle Forest 5 & Gentle Forest Sisters ツアー『Long Time no See!』名古屋公演
- 同上静岡公演
- 「二階堂和美 with Gentle Forest Jazz Band アルバム 『GOTTA-NI』 発売記念ワンマンツアー」
  - 名古屋 緑区文化小劇場
  - 横浜市開港記念会館公演
  - 広島市南区文化センター公演
  - 岡山 Yebisu Ya Pro 公演

2017年
- 二階堂和美 with Gentle Forest Jazz Band『新春ワンマンパーティー2017 THE 新年会』東京キネマ倶楽部公演
- 花岡無線電機主催　放送記念日特別企画「Sound Letter 2017」出演。ペトロールズと共演
- 二階堂和美 with Gentle Forest Quintet「本願寺広島別院『LIVE GREEN 2017』出演
- 二階堂和美 with Gentle Forest Jazz Band「ジャズワールドビート2017」めぐろパーシモンホール出演
- 「TOKYO JAZZ WEEKEND〜みんなのジャズ〜STATION JAZZ」出演
- Gentle Forest 5「街かどJazz!」出演
- 「第5回 鎌じゃず 2017」出演
- 二階堂和美 with Gentle Forest Sextet 「カクバリズム 15years Anniversary Special京都」出演
- 「勝手にウッドストック2017」出演
- 「第10回したまちコメディ映画祭」出演
- 二階堂和美 with Gentle Forest Sextet 「NEXT MUSIC LIFE vol.4」出演
- 横浜ジャズプロムナード　みなとみらい大ホール出演
- 二階堂和美 with Gentle Forest Sextet 「カクバリズム 15years Anniversary Special広島」出演
- 二階堂和美 with Gentle Forest Jazz Band 「カクバリズム 15years Anniversary Special東京」出演
- 「レコメン!!Vol.4」出演

2018年
- 4thアルバム『GFJB』ワーナーミュージック・ジャパンよりリリース
- 4thアルバム発売記念ツアー「This is BIG BAND」
  - 大阪ロイヤルホース公演
  - 名古屋ブルーノート公演
  - 浜松鴨江アートセンター公演
  - 東京武蔵野公会堂公演
  - モーションブルー・ヨコハマ公演
- 「UENO JAZZ INN'18」出演
- 「金沢 JAZZ STREET」出演
- 「横濱ジャズプロムナード」出演
- 二階堂和美 with Gentle Forest Sextet 日立シビックセンター

2019年
- 「Swingin' & Stompin' "GORGEOUS"」
  - サントリーホール 小ホール
  - 大阪ロイヤルホース公演
  - 名古屋ブルーノート公演
- 定期公演「Swingin' & Stompin'」青山CAY
- 「大ブラスフェスティバル」出演 ファンファーレ・チォカリーヤ他と共演
- 「Jazz World Beat'19」出演　ファンファーレ・チォカリーヤ他と共演
- 定期公演「Swingin' & Stompin'」青山CAY
- Gentle Forest 5 & Gentle Forest Sisters
  - 『東京JAZZ「the PLAZA」』出演
  - 「渋谷音楽祭 2019」出演
- 定期公演「Swingin' & Stompin'」青山CAY
- 「東京、練馬でジェントルなLive vol.2」練馬文化センター 大ホール　東京03とコラボ公演

2020年
- 5thアルバム『GENTLEMAN's BAG』リリース
- 『GENTLEMAN's BAG』発売ツアー
  - 名古屋ブルーノート
  - 大阪バナナホール
  - 尾道しまなみ交流館
- 『GENTLEMAN's BAG online』ツイキャス配信
- Gentle Forest 5 & Gentle Forest Sisters
  - 「Let's Swing〜レトロおしゃれジャズ」桐生市市民文化会館
  - 「瓶ビールフェスト甲府」
- Gentle Forest Friends 「J M.WESTON フリーライブ」

2021年
- Gentle Forest Friends 無料YouTube配信
- Gentle Forest 5 & Gentle Forest Sisters 湘南ビーチFM公開収録公演 出演
- 「Gentle Forest Jazz Band結成15周年記念公演　だけどまだまだビッグバンド!」Billboard Live Tokyo Chuning Candyと共演
- Gentle Forest Friends 銀座Swing 出演
- 「Let's Swing〜レトロおしゃれジャズ〜Part2〜」美喜仁桐生文化会館
- 「Akiko 20th Anniversary with Gentle Forest Jazz Band」
  - Billboard Live OSAKA
  - Billboard Live YOKOHAMA
- 「陽気にスウィング!ジェントル・フォレスト・ジャズ・バンド」穂の国とよはし芸術文化センター　ダンスでアモーレ&ルルも参加
- 「黄昏のスウィング!」兵庫県芸術文化センター　ダンスでアモーレ&ルルも参加
- 「BIG BAND with エンターテイメント・マスターズ」練馬文化センター　ゲスト：清野茂樹・二階堂和美・SARO
- 「Gentle Forest Jazz Band plays Japanese Greatest Hits」
  - 宮崎市民ホール公演
  - 長崎ブリックホール公演
- 二階堂和美 with Gentle Forest Jazz Band メンバー別所和洋主催フェス「PAJAMA PARTY」出演　THE BAWDIES ROYがゲストボーカルとして参加
- Gentle Forest 5 & Gentle Forest Sisters「天才万博2021」に出演

2022年
- Gentle Forest 5 & Gentle Forest Sisters「SWINGIN' NEW YEARコンサート」in武蔵野文化会館
- 「WESTーKANAGAWA BIG BAND Meeting　vol.1」南足柄市文化会館 開成ジュニアアンサンブルと共演
- 「Gentle Forest Jazz Band plays Japanese Greatest Hits」
  - ミューザ川崎シンフォニーホール公演
  - 福岡サンパレスホテル&ホール公演
  - 北九州ソレイユホール公演
- 「Swingin'&Stompin'〜more and more〜」丸の内コットンクラブ
- ジェントル久保田&Gentle Forest Sisters「香取慎吾　二〇二二年四月特別公演　東京SNG」スペシャルゲストとして出演
- 「Gentle Forest Jazz Band　ビッグ・バンド・エンターテインメント!」関内ホール
- Gentle Forest 6「COTTON CLUB STOMP plays Straight Ahead featuring SARO×Gentle Forest 6」
- Gentle Forest 5 & Gentle Forest Sisters
  - 「地ビールフェスト甲府」
  - 「海と都会と山の45年ものがたり inFKD宇都宮」
  - 「金沢ジャズストリート」に出演
  - 「Midnight Jam with Gentle Forest 5 & Gentle Forest Sisters」in もっきりや
  - 「六本木サテンドール」に出演
- ひたち秋祭り 日立シビックセンター新都市広場　akikoと出演
- 「Gentle Forest Jazz Band plays Japanese Greatest Hits」
  - 名古屋市日本特殊陶業市民文化会館公演
  - 四日市市文化会館公演
- 「Gentle Forest Jazz Band　KOUHOKU BIG BAND SHOW!!」港北公会堂
- 二階堂和美with GentleForestJazzBand「GENTLE FOREST JAZZ BAND Let's Swing〜レトロおしゃれジャズ〜Part3〜」美喜仁桐生文化会館
- 「Gentle Forest Jazz Band Xmas Concert」港南区民センターひまわりの郷
- 「GENTLE FOREST JAZZ BAND in 六本木 Xmas Live」六本木サテンドール
- Gentle Forest 5 & Gentle Forest Sisters「新世紀天才万博」に出演
- 「GENTLE FOREST JAZZ BAND Year End Special Show」丸の内コットンクラブ

2023年
- 「WESTーKANAGAWA BIG BAND Meeting　vol.2」南足柄市文化会館 開成ジュニアアンサンブルと共演
- ドラム担当松下マサナオ主催「Masa Matsushita THE BIG 40 HBD LIVE PARTY」出演
- 定期公演「Swingin'&Stompin'」六本木サテンドール
- 「GENTLE FOREST JAZZ BAND BIG BAND ON A SUMMER'S DAY」丸の内コットンクラブ
- Gentle Forest 5 & Gentle Forest Sisters「地ビールフェスト甲府」
- 浦賀パワーフェスティバル　PREMIUM STAGEに出演
- Gentle Forest 5 & Gentle Forest Sisters「レッツ！ニューイヤーフェスティバル2023」
- 「Gentle Forest Jazz Band plays Japanese Greatest Hits」中野ZEROホール公演
- Gentle Forest 7「COTTON CLUB STOMP~Go Back to Harlem~」
- 「GENTLE FOREST JAZZ BAND Respect Sir Duke」丸の内コットンクラブ
- 「GENTLE FOREST JAZZ BAND Let's Swing レトロおしゃれジャズ〜Part4〜Christmas Ver〜」美喜仁桐生文化会館
- WESTーKANAGAWA BIG BAND Meeting　vol.3 Xmas Special」南足柄市文化会館 開成ジュニアアンサンブルと共演
- GENTLE FOREST JAZZ BAND「SWINGIN’　CHRISTMAS」六本木サテンドール
- 「Happy & Gorgeous! Special Countdown Show!!」Billboard Live YOKOHAMA
- Gentle Forest 5 & Gentle Forest Sisters「天才万博」戸田恵子と共演

2024年
- 定期公演「Swingin'&Stompin'」
  - Jazz Dining B-flat
  - 横浜THUMBS UP
  - Robin Club 表参道
- Gentle Forest 5 & Gentle Forest Sisters「SHONAN JAZZ BY THE SEA in RIVIERA ZUSHI MARINA」出演
- Gentle Forest Jazz Band with 神野美伽「あの頃の、ビッグバンドと、ブギウギと、」春日井市民会館
- Gentle Forest 5 & Gentle Forest Sisters横浜グラスルーツ　出演
- 6th アルバム「Nice BIG BAND」発売記念ツアー『This is Nice Big Band！』
  - Billboard Live OSAKA
  - 名古屋ケントス
  - Billboard Live TOKYO
- 「BOLERO TAP 2024」出演
- 「UENO JAZZ INN’24」出演
- 「渋谷SWING 10周年記念コンサート　Jazz at the Owada」出演
- 「Gentle Forest Jazz Band『ハッピー＆ラッキーエンターテインメント』with 二階堂和美」
  - 三島市民文化会館公演　
  - 御前崎市民会館公演
- Gentle Forest 7「COTTON CLUB STOMP」出演
- 「Gentle Forest Jazz Band plays Japanese Greatest Hits」サンシティ越谷市民ホール公演
- Gentle Forest 5 & Gentle Forest Sisters「Swingin’ at the Sunflower」港南区民文化センター
- Gentle Forest Sisters「NIHONBASHI PUBLIC JAZZ 2024」出演
- Gentle Forest Friends 宏善寺ライブ
- Gentle Forest Friends鎌倉DAPHNE 出演
- 紫吹淳 with Gentle Forest Jazz Band「Music and Bullet〜音楽と銃弾〜」丸の内コットンクラブ
- サッポロ・シティ・ジャズ2024 出演
- Gentle Forest 5 & Gentle Forest Sisters浅草HUB出演
- 「Swingin’ Special Christmas！」Jazz Dining B-flat にて開催

### 舞台
- 2012年10月 第14回東京03単独公演「後手中の後手」東京追加公演で披露された合同コント「ナンセンスな反乱」に出演（恵比寿THE GARDEN HALL）
- 2013年9月　東京03 10周年記念 悪ふざけ公演「タチの悪い流れ」に出演（赤坂草月ホール）
- 2015年6月　東京03 FLORIC A HOLIC ラブストーリー「取り返しのつかない姿」に出演（赤坂ACT シアター）
- 2017年1月　小松政夫　「芸能生活50周年記念公演～いつも心にシャボン玉～」に出演（よみうりホール、ももちパレス、ビレッジホール、大阪国際交流センター）
- 2017年11月　東京03コラボ企画「東京、練馬でジェントルなLive」に出演。
- 2018年2月　東京03 FROLIC A HOLIC 「何が格好いいのか、まだ分からない。」に出演（日本青年館）
- 2019年12月　東京03コラボ企画「東京、練馬でジェントルなLive vol.2」に出演
- 2023年3月　「東京03 FROLIC A HOLIC feat. Creepy Nuts in 日本武道館　なんと括っていいか、まだ分からない」にゲスト出演

### DVD
- 2013年　第14回東京03単独公演「後手中の後手」（特典映像の合同コント「ナンセンスな反乱」に出演）
- 2014年　東京03 10周年記念 悪ふざけ公演「タチの悪い流れ」
- 2015年　東京03 FLORIC A HOLIC ラブストーリー「取り返しのつかない姿」
- 2018年　東京03 FLORIC A HOLIC 「何が格好いいのか、まだ分からない。」

### テレビ・配信
- 2013年12月31日 フジテレビ＜祝！2020東京決定SP＞スポーツ衝撃の生対決と伝説の名場面で最高のおもてなし
- 2015年2月5日 テレビ東京「木曜8時のコンサート～名曲!にっぽんの歌～」
  - 八代亜紀『もう一度逢いたい』・山本リンダ『狙いうち』で共演
- 2017年10月11日 AbemaTV「バラエティ開拓バラエティ 日村がゆく」Gentle Forest 5 & Gentle Forest Sisters出演
- 2018年8月27日 NHK「ごごナマ」Gentle Forest 5 & Gentle Forest Sisters出演
- 2018年10月 GYAO!配信「ハロプロのモノホン!」モーニング娘。'18 × Gentle Forest Jazz Bandに出演
- 2019年4月 NHK for School「はじまりブギウギ」Gentle Forest 5 & Gentle Forest Sistersが担当
- 2019年8月 Netflix「全裸監督」ビッグバンド役出演 「“情”Backstage」を演奏
- 2021年2月23日 World OMOSHIROI Award 17th スペシャルパフォーマンス「あなたと歩くの」二階堂和美 with Gentle Forest Jazz Bandで参加
- 2022年4月2日 NHK「美の壺」に出演
- 2024年1月29日　NHK「木村多江の、いまさらですが…」木村多江と共演

### CM
- 2014年2月7日　シリコンシャンプー「Rêveur Big Band」TVCM 長澤まさみ篇[2]、石原さとみ篇[3]、戸田恵梨香篇[4]に出演。
- 2015年11月　ホットペッパーグルメ「2015年度新CM ～飲み会もネット予約～」音楽、ナレーションを担当。
- 2016年5月　タマホーム「ハッピーソング坂本冬美」篇
- 2018年2月　『アースミュージックアンドエコロジー』CM「上機嫌でいこう」音楽を二階堂和美 with Gentle Forest Jazz Bandが担当

## 音楽担当
- 2013年12月27日　BSフジ「ラブトピア」主題歌を担当。
- 2014年4月30日　BSフジ「ラブトピア」主題歌「ラブトピアへようこそ♥」配信シングルが、iTunesより発売。
- 2016年　「ほぼ日手帳2017」のスペシャルムービー 「This is my LIFE.」の音楽を演奏。
- 2017年1月28日公開　映画「くも漫。」の劇中歌を担当。
- 2019年8月16日公開　映画「ダンスウィズミー」の音楽を担当[5][6]。
- 2020年8月1日スタート　日本テレビ/Hulu「僕は歌が歌いたい」テーマ曲、劇中音楽を担当。
- 2020年9月18日配信スタート Amazon Prime Video「誰かが、見ている」のテーマ曲「逢いたいボタン」、劇中音楽を担当。
- 2021年10月3日スタート　日本テレビ「東京03とスタア」のテーマ曲「03」を担当[7]。
- 2022年8月7日放送　フジテレビ「THE CONTE」出囃子担当

## バック担当
- 2015年2月4日　akikoの21枚目となるアルバム「Rockin’Jivin’Swingin」でバックを担当。
- 2016年10月26日　小松政夫アルバム「親父の名字で生きてます」収録「いつも心にシャボン玉」を担当。
- 2021年10月28日　Chuning Candy×GentleForestJazzBand「ダイナミック琉球〜GFJB Thundering Mix」に参加。
- 2022年4月13日　香取慎吾「東京SNG」収録「シンゴペーション（feat.Gentle Forest Jazz Band）」に参加
- 2022年9月14日　s**t kings「HELLO ROOMIES!!!」に「All I Need feat.GENTLE FOREST JAZZ BAND」「Funky Happy Sweepers feat.GENTLE FOREST JAZZ BAND」の2曲を楽曲提供